# Helleborine schulzei
Helleborine schulzei là một loài thực vật có hoa trong họ Lan. Loài này được (P. Fourn.) P.M. Hall mô tả khoa học đầu tiên năm 1932.